# San Juan el Mirador
San Juan el Mirador är en ort i Mexiko.   Den ligger i kommunen Sabanilla och delstaten Chiapas, i den sydöstra delen av landet, 700 km öster om huvudstaden Mexico City. San Juan el Mirador ligger 1 094 meter över havet och antalet invånare är 353.
Terrängen runt San Juan el Mirador är bergig åt sydväst, men åt nordost är den kuperad. San Juan el Mirador ligger uppe på en höjd. Runt San Juan el Mirador är det ganska tätbefolkat, med 70 invånare per kvadratkilometer. Närmaste större samhälle är Simojovel de Allende, 16,4 km söder om San Juan el Mirador. I omgivningarna runt San Juan el Mirador växer i huvudsak städsegrön lövskog.